# Равкин, Юрий Соломонович
Юрий Соломонович Равкин (род. 13 марта 1937, Москва) — советский и российский орнитолог, доктор биологических наук (1981), профессор, заслуженный деятель науки РФ (1997), глава Новосибирской школы орнитологов, ведущий российский специалист по пространственной организации населения птиц. Один из основоположников факторной зоогеографии.

## Биография
В 1950—1955 годах — ученик ППСа в кружке ВООПа.
В 1960 году окончил факультет естествознания Московский областной педагогический институт (МОПИ).
В 1967 году написал небольшую статью[какую?], которая оказала огромное влияние[уточнить] на методику подсчёта птиц в лесных ландшафтах. Модифицированная методика применяется до сих пор.
В 1980 году защитил докторскую диссертацию по теме «Пространственная организация населения птиц лесной зоны Западной Сибири».
Автор более 180 статей и 9 монографий.
Один из учредителей Мензбировского орнитологического общества и Союза охраны птиц России.
Заведующий лаборатории зоомониторинга Института систематики и экологии животных СО РАН.

## Награды
- 1997 — Заслуженный деятель науки Российской Федерации, 1997
- 2014 — «Основатель научной школы», почётное звание, присвоено РАЕН.